# Sphaenognathus queenslandicus
Sphaenognathus queenslandicus là một loài bọ cánh cứng trong họ Lucanidae. Loài này được Moore mô tả khoa học năm 1978.